# Scopula peractaria
Scopula peractaria là một loài bướm đêm trong họ Geometridae.